# Vuelta a la Comunidad de Madrid 2012
La XXVIª Vuelta a la Comunidad de Madrid se disputó entre el 5 y el 6 de mayo de 2012 con un recorrido de 190,2 km divididos en dos etapas, con inicio en la Casa de Campo de Madrid y final en el puerto de la Morcuera.
Respecto a las últimas ediciones se eliminó el doble sector endureciéndose la etapa reina.
La prueba perteneció al UCI Europe Tour 2011-2012 de los Circuitos Continentales UCI, dentro de la categoría 2.1.
Participaron 14 equipos. Los 2 equipos españoles de categoría UCI ProTeam (Movistar Team y Euskaltel-Euskadi); los 2 de categoría Profesional Continental (Andalucía, Caja Rural); los 2 de categoría Continental (Burgos BH-Castilla y León y Orbea Continental); y la selección española. En cuanto a representación extranjera, estuvieron 6 equipos: los Profesionales Continentales del Cofidis, le Crédit en Ligne y RusVelo; y los Continentales del Carmin-Prio, Endura Racing, EPM-UNE, Gios Deyser-Leon Kastro y Lokosphinx. Formando así, en principio, un pelotón de 108 corredores con 8 corredores cada equipo (excepto el Euskaltel-Euskadi y RusVelo que salieron con 6), de los que acabaron 72.
El ganador final fue Sergey Firsanov (quien además se hizo con la clasificación por puntos) tras hacerse con la etapa de montaña consiguiendo una ventaja suficiente como para alzarse con la victoria. Le acompañaron en el podio Nairo Quintana (segundo en dicha etapa de montaña) y Rémy Di Gregorio, respectivamente.
En las clasificaciones secundarias se impusieron Mauricio Ortega (montaña), Jonathan Castroviejo (metas volantes) y Movistar (equipos).

## Etapas
| Etapa | Fecha     | Recorrido                            | km        | Ganador              | Líder                |
| ----- | --------- | ------------------------------------ | --------- | -------------------- | -------------------- |
| 1ª    | 5 de mayo | Casa de Campo-Casa de Campo          | 7,8 (CRI) | Jonathan Castroviejo | Jonathan Castroviejo |
| 2ª    | 6 de mayo | Colmenar Viejo-Puerto de la Morcuera | 182,4     | Sergey Firsanov      | Sergey Firsanov      |

## Clasificaciones finales

### Clasificación general
| Posición | Ciclista             | Equipo                      | Tiempo    |
| -------- | -------------------- | --------------------------- | --------- |
|          | Sergey Firsanov      | RusVelo                     | 4h 50'01" |
| 2        | Nairo Quintana       | Movistar                    | + 2' 11"  |
| 3        | Rémy Di Gregorio     | Cofidis, le Crédit en Ligne | + 2' 26"  |
| 4        | José Belda           | Selección Española          | + 2' 28"  |
| 5        | Jonathan Castroviejo | Movistar                    | + 2' 46"  |
| 6        | David Moncoutié      | Cofidis, le Crédit en Ligne | + 2' 54"  |
| 7        | Mikel Landa          | Euskaltel-Euskadi           | + 2' 56"  |
| 8        | Iván Parra           | EPM-UNE                     | + 3' 05"  |
| 9        | David de la Cruz     | Caja Rural                  | + 3' 19"  |
| 10       | Francisco Colorado   | EPM-UNE                     | + 3' 22"  |

### Clasificación por puntos
| Posición | Ciclista             | Equipo             | Puntos |
| -------- | -------------------- | ------------------ | ------ |
|          | Sergey Firsanov      | RusVelo            | 41     |
| 2        | Jonathan Castroviejo | Movistar           | 30     |
| 3        | Nairo Quintana       | Movistar           | 20     |
| 4        | Artem Ovechkin       | RusVelo            | 20     |
| 5        | José Belda           | Selección Española | 16     |

### Clasificación de la montaña
| Posición | Ciclista         | Equipo            | Puntos |
| -------- | ---------------- | ----------------- | ------ |
|          | Mauricio Ortega  | EPM-UNE           | 15     |
| 2        | Sergey Firsanov  | RusVelo           | 14     |
| 3        | David Livramento | Carmim-Prio       | 12     |
| 4        | Mikel Landa      | Euskaltel-Euskadi | 9      |
| 5        | Nairo Quintana   | Movistar          | 8      |

### Clasificación de las metas volantes
| Posición | Ciclista             | Equipo                      | Puntos |
| -------- | -------------------- | --------------------------- | ------ |
|          | Jonathan Castroviejo | Movistar                    | 3      |
| 2        | Róbigzon Oyola       | EPM-UNE                     | 3      |
| 3        | Nelson Vitorino      | Carmim-Prio                 | 2      |
| 4        | Artem Ovechkin       | RusVelo                     | 2      |
| 5        | Yoann Bagot          | Cofidis, le Crédit en Ligne | 1      |

### Clasificación por equipos
| Posición | Equipo                      | Tiempo     |
| -------- | --------------------------- | ---------- |
|          | Movistar                    | 14h 37'53" |
| 2        | Cofidis, le Crédit en Ligne | + 1' 42"   |
| 3        | Euskaltel-Euskadi           | + 3' 42"   |
| 4        | Caja Rural                  | + 5' 51"   |
| 5        | Carmim-Prio                 | + 8' 51"   |